# Alcyr Pires Vermelho
Alcyr Pires Vermelho (Muriaé, 8 de janeiro de 1906 — Rio de Janeiro, 24 de maio de 1994) foi um pianista e compositor brasileiro. Alguns de seus parceiros foram: Lamartine Babo, Braguinha, Nazareno de Brito, Pedro Caetano, David Nasser, Ary Barroso, Jair Amorim, Mário Lago, Tito Madi, Dorival Caymmi, Walfrido Silva, entre outros

## Músicas de sua autoria
1. 1,2,3, Balançou
Alcyr e Nazareno de Brito
2. A Casta Suzana
Alcyr e Ary Barroso
02.12.1938
3. A Dama de Vermelho
Alcyr e Pedro Caetano
14.05.1943
4. A Doçura de Alane
Alcyr Pires Vermelho
5. A Ginga do Zico
Alcyr e Berto Filho
6. A História não Mudou
Alcyr e Nazareno de Brito
7. A Melhor de Três
Alcyr e Lamartine Babo
21.12.1934
8. A Mulher e a Rosa
Alcyr e David Nasser
30.08.1943
9. A Sorte Corta Caminho
Alcyr e Pedro Caetano
21.03.1957
10. A Vizinha das Vantagens
Alcyr e Ary Barroso
08.12.1938
11. Adeus, Minha Gente
Alcyr e Gilvan Alves
11.04.1955
12. Agora é Tarde
Alcyr e Pedro Caetano
02.12.1943
13. Ai de Mim se Não Voltasses
Alcyr e Pedro Caetano
25.04.1942
14. Alma dos Violinos
Alcyr e Lamartine Babo
16.04.1942
15. Amor Perfeito
Alcyr e Pedro Caetano
12.12.1940
16. Anda Jerico
Alcyr e Oswaldo Santiago
17. Apesar da Goteira no Quarto
Alcyr e Pedro Caetano
25.05.1940
18. Aquarela Seresteira
Alcyr Pires Vermelho
19. Bahia, Rainha da Lenda
Alcyr e Pedro Caetano
13.04.1944
20. Balada da Chuva e o Vento
Alcyr e Braguinha
mar/60
21. Balada do Rio Doce
Alcyr e Jair Amorim
14.04.1955
22. Bangalo e Barracão
Alcyr e Braguinha
27.09.1941
23. Barqueiro do São Francisco
Alcyr e Alberto Ribeiro
02.06.1946
24. Barra Azul
Alcyr e Alberto Ribeiro
09.10.1946
25. Barra do São Francisco
Alcyr, Braguinha e Alberto Ribeiro
26. Brasil Novo
Alcyr e Sant Clair Sena
16.04.1942
27. Brasil, Usina do Mundo
Alcyr e Braguinha
set/42
28. Bronzes e Cristais
Alcyr e Nazareno de Brito
29. Cada Vez Mais Longe
Alcyr e Luiz Peixoto
set/60
30. Canção Apaixonada
Alcyr e Lamartine Babo
11.05.1935
31. Canção do Mal que Faz Bem
Alcyr e Mário Lago
15.04.1959
32. Canta Brasil
Alcyr e David Nasser
20.05.1941
33. Cavalinho Teimoso
Alcyr e Pedro Caetano
31.07.1942
34. Cherie
Alcyr e J.G. de Araujo Jorge
02.08.1956
35. Cinzas do Meu Coração
Alcyr e Walfrido Silva
02.04.1935
36. Comigo Não
Alcyr e Pedro Caetano
28.10.1946
37. Copacabana, Meu Amor
Alcyr e Oswaldo Santiago
16.04.1956
38. Dá Cá o Pé…Loura
Alcyr e Lamartine Babo
10.11.1933
39. Dama das Camélias
Alcyr e Braguinha
26.09.1939
40. Dança do Bole-Bole (Nova Dança)
Alcyr e Braguinha 
08.11.1939
41. Decadência de Pierrô
Alcyr e Lamartine Babo
04.12.1939
42. Deixai Para Mim as Cabrochinhas
Alcyr e Pedro Caetano
21.11.1942
43. Delírio
Alcyr e Guilherme de Brito
44. Desci!
Alcyr e Cláudio Luiz
45. Divino Olhar
Alcyr e Sant Clair Sena
10.08.1938
46. Dois Marujos
Alcyr e Alberto Ribeiro
11.12.1944
47. Dona Rita
Alcyr e Braguinha
13.10.1939
48. Dorme, Sonharei Contigo
Alcyr e Tito Madi
49. Duas Polegadas
Alcyr, Pedro Caetano e Carlos Renato
jun/55
50. E a Festa Maria?
Alcyr e Ary Barroso
08.12.1938
51. E a Noite Continua
Alcyr e Pedro Caetano
02.03.1945
52. É Boi
Alcyr e Alberto Ribeiro
53. E Eu Sem Maria
Alcyr e Dorival Caymmi
20.12.1951
54. E Foi Assim…
Alcyr e Lamartine Babo
15.01.1934
55. Ela Vai Querer
Alcyr e Pedro Caetano
18.11.1949
56. Em Qualquer Parte do Rio
Alcyr e Pedro Caetano
23.10.1950
57. Esmagando Rosas
Alcyr e David Nasser
08.08.1941
58. Está com Sono Vai Dormir
Alcyr e Pedro Caetano
06.01.1941
59. Está Quase na Hora
Alcyr e Pedro Caetano
60. Eu Garanto
Alcyr e Braguinha
31.05.1940
61. Eu Mentir
Alcyr e Cláudio Luiz
62. Eu vi a Vida Diferente
Alcyr e Walfrido Silva
08.06.1935
63. Eu Vou onde está o Brasil
Alcyr e Pedro Caetano
21.03.1957
64. Europa, Franca e Bahia
Alcyr e Oswaldo Santiago
jan/45
65. F.M.I.
Alcyr, Manuel Baña e Pedro Caetano
66. Família do Samba
Alcyr e Oswaldo Santiago
20.10.1939
67. Fantasia Carioca
Alcyr e Oswaldo Santiago
29.06.1956
68. Fantasia Escocêsa
Alcyr e Alberto Ribeiro
dez/48
69. Gadú Namorado
Alcyr e Lalau
70. Graças à Deus Ela Não Veio
Alcyr e Braguinha
02.06.1954
71. Helena Vem me Buscar
Alcyr, Braguinha e Alberto Ribeiro
05.01.1943
72. Hoje é Adeus
Alcyr Pires Vermelho
19.07.1956
73. Laura
Alcyr e Braguinha
09.07.1957
74. Levanta-te Meu Amor
Alcyr e David Nasser
03.07.1942
75. Lua de Mel
Alcyr e Alberto Ribeiro
20.12.1939
76. Mangueira em Férias
Alcyr e Pedro Caetano
10.11.1948
77. Marcha do Apartamento
Alcyr e Peterpan
09.10.1952
78. Marcha do Bombeiro
Alcyr e Wilson Batista
79. Marcha do Turista
Alcyr e Elpidio Reis
80. Maria do Céu
Alcyr e Alberto Ribeiro
mai/42
81. Maria Shangay
Alcyr, Ibrahim Sued e Mario Jardim
09.09.1957
82. Marly
Alcyr e F. Guimarães Jr
83. Melhorei
Alcyr e Pedro Caetano
26.11.1943
84. Menino de Rua
Alcyr e Luiz O. Maia
set/61
85. Meu Lampião
Alcyr e Alberto Ribeiro
86. Minha Alegria é Só Você
Alcyr e Dengê
87. Minha Maria Morena
Alcyr e Braguinha
05.11.1957
88. Minha Primeira Namorada
Alcyr e Braguinha
89. Môça Bonita
Alcyr e Gilvan Chaves
10.03.1954
90. Montanha Russa
Alcyr, Arlindo Marques Jr e Roberto Roberti
06.01.1955
91. Mulher Carinhosa Demais
Alcyr e Pedro Caetano
29.08.1949
92. Mulher Geniosa
Alcyr e As Roris
93. Mulher Vampiro
Alcyr e Alberto Ribeiro
19.11.1935
94. Mundo Diferente
Alcyr e Luis Oliveira Maia
95. Mustafá
Alcyr e Cláudio Luiz
Sem registro
96. Na Hora "H"
Alcyr e Walfrido Silva
09.09.1935
97. Não Há de Ser Nada
Alcyr Pires Vermelho
04.05.1938
98. Não Há Ninguém Mais Feliz
Alcyr Pires Vermelho
09.06.1939
99. Não Morro Sem Ver Paris
Alcyr, Arlindo Marques Jr e Roberto Roberti
set/55
100. Não Sei Porque
Alcyr e Braguinha
18.11.1938
101. Nasce Uma Pobre Menina
Alcyr e Alberto Ribeiro
30.05.1957
102. Navio Negreiro
Alcyr, As Roris e J. Piedade
05.03.1940
103. Nêgo Não Sai do Batuque
Alcyr e Pedro Caetano
14.04.1946
104. No Arranha-Céu da Vida
Alcyr e Walfrido Silva
28.08.1935
105. Noemi
Alcyr e Pedro Caetano
05.05.1945
106. Noites de Gala
Alcyr e Lamartine Babo
107. Noturno Carioca
Alcyr e Célio Monteiro
09.04.1957
108. Nova Dama das Camélias
Alcyr e Braguinha
dez/45
109. O Meu Dia Há de Chegar 
Alcyr e Ary Barroso
110. O Samba é Um Só
Alcyr e Luis Peixoto
03.02.1962
111. O Samba não Pode Parar
Alcyr e Braguinha
out/55
112. O Sorriso do Presidente
Alcyr e Alberto Ribeiro
mai/42
113. O Vestido que eu Dei
Alcyr e Pedro Caetano
13.10.1943
114. Onde Florecem os Cafezais
Alcyr e David Nasser
out/43
115. Onde o Céu Azul é Mais Azul
Alcyr, Braguinha e Alberto Ribeiro
07.11.1940
116. Papai-Noel Não Veio
Alcyr e Lamartine Babo
117. Papai-Noel  
Alcyr e Wilson Falcão
dez/62
118. Paris
Alcyr e Alberto Ribeiro
03.05.1938
119. Paz e Amor
Alcyr e Sant Clair Sena
16.12.1938
120. Pecado de Amor
Alcyr e Miguel Gustavo
12.05.1961
121. Perfume que Acabou
Alcyr e Walfrido Silva
15.08.1944
122. Prece ao Vento
Alcyr, Fernando Luiz e Gilvan Chaves
10.03.1954
123. Quando a Fartura Voltar
Alcyr e Alberto Ribeiro
07.07.1953
124. Quando a Violeta se Casou
Alcyr, Braguinha e Alberto Ribeiro
08.11.1939
125. Quem Mandou?
Alcyr e Afonso Teixeira
126. Quem Sabe se Não És a Colombina
Alcyr e Pedro Caetano
10.12.1940
127. Rabo de Peixe
Alcyr e Emilio Cavalcanti
out/54
128. Rainha do Samba
Alcyr e Oswaldo Santiago
06.08.1946
129. Rio dos Meus Amores
Alcyr e Jair Amorim
13.06.1955
130. Roda de Fogo (Cantiga de São João)
Alcyr e Lamartine Babo
16.05.1935
131. Romances de Caymmi
Alcyr, Dorival Caymmi e Carlos Guinle 
13.05.1954
132. Salve o Américo
Alcyr e Pedro Caetano
22.11.1945
133. Sandália de Prata
Alcyr e Pedro Caetano
02.12.1941
134. São João
Alcyr e Cláudio Luiz
mai/49
135. Sapatilha de Cristal
Alcyr Pires Vermelho
136. Saudade Danada
Alcyr e Jair Amorim
16.04.1956
137. Saudades Dela
Alcyr e Pedro Caetano
11.02.1944
138. Se Alguém Telefonar
Alcyr e Jair Amorim
29.07.1958
139. Se Deus Quiser
Alcyr e Ary Barroso
3.10.1939
140. Sei Lá Si Tá
Alcyr e Walfrido Silva
17.07.1940
141. Sem Adeus
Alcyr e Braguinha
142. Sem Você
Alcyr e Alberto Ribeiro
18.06.1948
143. Sempre Maria
Alcyr Pires Vermelho
144. Senhorita Rio
Alcyr e Miguel Gustavo
jul/61
145. Serpente de Veludo
Alcyr e Pedro Caetano
146. Sinhô Branco
Alcyr e David Nasser
ago/46
147. Síria-Libanesa
Alcyr e Almanir Greco
dez/49
148. Só Você me Faz Viver
Alcyr e Sant Clair Sena
28.03.1939
149. Sob a Máscara de Veludo
Alcyr e David Nasser
20.03.1940
150. Sonho de Amor Não Morre
Alcyr e Alberto Ribeiro
16.05.1939
151. Sopa de Concha
Alcyr e Pedro Caetano
03.09.1941
152. Sortes de São João
Alcyr e Oswaldo Santiago
25.05.1940
153. Sou Igual a Você
Alcyr e Nazareno de Brito
set/57
154. Terra de Ouro
Alcyr e David Nasser
04.09.1942
155. Toada
Alcyr, Gilvan Chaves e Fernando luiz
10.03.1954
156. Tic-tac do Meu Coração
Alcyr e Walfrido Silva
07.08.1935
157. Tocaram a Campainha
Alcyr e Pedro Caetano
06.01.1941
158. Trezentos Anos de Samba
Alcyr e David Nasser
ago/46
159. Tudo é Bossa
Alcyr e Miguel Gustavo
ago/60
160. Um Sonho que eu Sonhei
Alcyr e As Roris
161. Uma Rua Chamada Chopin
Alcyr Pires Vermelho
162. Vá Pra Casa Sossegar
Alcyr, Antônio Almeida e Oswaldo Santiago
03.10.1939
163. Vai Dizer a Ela
Alcyr e Pedro Caetano
05.10.1940
164. Vai Sem Medo
Alcyr e Tito Madi
19.05.1959
165. Vai Ter
Alcyr e Walfrido Silva
17.09.1935
166. Vale do Rio Doce
Alcyr e David Nasser
dez/42
167. Valsa de Stella
Alcyr Pires Vermelho
168. Valsa do Balancê
Alcyr e Alberto Ribeiro
set/42
169. Vamos Lá
Alcyr e Pedro Caetano
170. Velho Flamboyant
Alcyr e Braguinha
jun/58
171. Vem Maria
Alcyr e Oswaldo Santiago
172. Vem Morena
Alcyr e Alberto Ribeiro
11.11.1946
173. Veneno
Alcyr e Ary Barroso
13.10.1939
174. Vingança
Alcyr e Ary Barroso
24.11.1938
175. Você e a Valsa
Alcyr e Pedro Caetano
11.03.1947
176. Você Ficou Sozinho
Alcyr e Pedro Caetano
177. Você Já Foi a Minas Gerais?
Alcyr e Pedro Caetano
18.08.1944
178. Você Passou
Alcyr e Nazareno de Brito
13.12.1961
179. Você Sambou Para Mim
Alcyr e Alberto Ribeiro
01.08.1938